# Triumfetta brachyceras
Triumfetta brachyceras är en malvaväxtart som beskrevs av Karl Moritz Schumann. Triumfetta brachyceras ingår i släktet triumfettor, och familjen malvaväxter. Inga underarter finns listade i Catalogue of Life.